# La Petite Hutte (film)
Pour les articles homonymes, voir La Petite Hutte.
Pour plus de détails, voir Fiche technique et Distribution.
La Petite Hutte (The Little Hut) est un américano-film britannique réalisé par Mark Robson, sorti en 1957.

## Synopsis
Une jeune femme décide de faire croire à son mari distant qu'elle a pour amant l'un de leurs amis et lui propose de partir en croisière à trois. Ils vont se retrouver tous les trois naufragés sur une île déserte.

## Fiche technique
- Titre original : The Little Hut
- Titre français : La Petite Hutte
- Réalisation : Mark Robson
- Scénario : F. Hugh Herbert d'après la pièce d'André Roussin, elle-même inspirée d'une pièce catalane de Carles Soldevila
- Adaptation : Nancy Mitford
- Direction artistique : Elliot Scott
- Costumes : Christian Dior pour Ava Gardner
- Photographie : Freddie Young
- Son : Piero Cavazzuti
- Montage : Ernest Walter
- Musique : Robert Farnon
- Production : F. Hugh Herbert et Mark Robson
- Société de production : Metro-Goldwyn-Mayer et Herbson S.A[2].
- Société de distribution : Metro-Goldwyn-Mayer
- Pays d'origine :  États-Unis
- Langue originale : anglais
- Format : Couleurs Eastmancolor — 35 mm — 1,66:1 — son Perspecta Stéréo (Westrex Recording System)
- Genre : Comédie
- Durée : 90 minutes
- Date de sortie : 
  - États-Unis : 3 mai 1957
  - France : 14 février 1958

## Distribution
- Ava Gardner (VF : Jacqueline Ferriere) : Lady Susan Ashlow
- Stewart Granger (VF : Gabriel Cattand) : Sir Philip Ashlow
- David Niven (VF : Michel Roux) : Henry Brittingham-Brett
- Walter Chiari : Mario
- Finlay Currie (VF : Jacques Berlioz) : Révérend Bertram Brittingham-Brett
- Jean Cadell : Mme Hermione Brittingham-Brett
- Jack Lambert (VF : René Blancard) : Capitaine MacWalt
- Henry Oscar : M. Trollope
- Viola Lyel (VF : Hélène Tossy) : Miss Edwards
- Jaron Valton : Gentleman Indien

## Autour du film
- Le scénario de La petite hutte a été écrit par André Roussin (1911-1987), d'après sa comédie du même titre de 1947. La comédie est plagiée d'une autre comédie, originairement écrite en catalan par l'écrivain Carles Soldevila (1892-1967) avec le tître Civilitzats tanmateix (Même civilisés) (1921). Cette comédie était connue dans la France avant l'œuvre de Roussin : Adolphe de Faigairolle et Francesc Presas ont publié une traduction en 1927, dans le magazine Candide.